# Freddie Logan
Freddie Logan (auch Freddy Logan, * 8. April 1930 in den Niederlanden; † Mai 2003) war ein britischer Jazzmusiker (Kontrabass).

## Leben und Wirken
Logan kam nach Touren in Europa Anfang der 1950er-Jahre nach London und arbeitete in den folgenden Jahren mit Kenny Graham, Harry Klein und Derek Smith. 1956 zog er nach  Australien, wo er mit Mike Nock und Chris Karan das Trio 3-Out gründete, mit dem zwei Alben entstanden, Move (1960) und Sittin’ In (1961). Dasselbe Jahr, kehrte er nach London zurück und spielte anschließend bis 1965 bei Tubby Hayes, sowohl in dessen Bigband als auch in dessen Quintett. Mit Hayes trat er in den 1960er-Jahren auch in Fernsehshows und Serien auf wie BBC Show of the Week, Something Special und The Cool of the Evening.
Im Bereich des Jazz war er zwischen 1954 und 1966 an 56 Aufnahmesessions beteiligt, außer den Genannten bei Stan Tracey, Tommy Whittle, Graeme Bell, Johnny Ashcroft, Don Burrows, Johnny Keating, Blossom Dearie, Jimmy Witherspoon, Dakota Staton und Kenny Clare. 2003 starb er an Krebs.